# Јелисавета Арпадовић
Јелисавета Арпад (1254/1256 — после 1313) била је српска краљица, супруга Милутина Немањића.
Била је ћерка угарског краља Стефана V и Елизабете Куманске. У младости је живела у манастиру Свете Маргарите на Зечјем острву код Будима. Пре Милутина била је удата за чешког племића Завиша од Фалкенштајна коме је родила једног сина. Брак са Милутином постојао је у последњој деценији 13. века. Јелисавета је српском краљу родила две ћерке и можда једног сина. По одласку из Србије, живела је кратко време у Угарској, да би се 1300. године преселила у Манфредонију. Замонашила се по други пут 1301. године. Умрла је после 1313. године, када се последњи пут као жива помиње у историјским изворима. Документ из 1326. године помиње је као покојну.

## Породица
Јелисавета је била ћерка угарског краља Стефана V Арпада и његове супруге Јелисавете Куманске. Рођена је око 1255. године, када се на угарском престолу налазио њен деда, Бела IV (1235-1270). Јелисаветин отац Стефан V је имао још петоро деце: Ладислав IV, угарски краљ који је 1272. године наследио оца и владао до своје смрти 1290. године, Андрија, славонски војвода, Марија, напуљска краљица, као супруга Карла II Анжујског, Каталина, супруга Драгутина Немањића и Ана, прва супруга византијског цара Андроника II.

## Рођење и младост
Из писма острогонског надбискупа Лодомера од 8. маја 1288. године папи Николи IV зна се да је Јелисавета тада имала 32-34 године, од којих је 26 провела у манастиру. Тако се приближно може одредити и година њеног рођења: 1254-1256. година. Као мало дете послата је у доминикански манастир Свете Маргарите на Зечјем острву код Будима. Овај манастир основао је Јелисаветин деда, краљ Бела IV, за своју ћерку Маргариту. Стефан V је 1259. године потврдио привилегије манастиру кога је основао његов отац. У потврди је поменута и Јелисавета. Вероватно се већ тада налазила на острву. 
О Јелисаветином монашком животу мало се зна. У документу из 1265. године и у житију њене тетке Маргарите кратко се помиње да Јелисавета живи у манастиру. Маргарета је умрла 1270/1. године. Пред смрт је одредила Јелисавету за игуманију. Манастир доживљава процват у периоду Јелисаветиног игумановања, што је потврђено у бројним изворима. Ладислав је 1287. године обдарио манастир, те је он постао један од најбогатијих манастира у Угарској крајем 13. века. 

## Брак са Завишем од Фалкенштајна
Завиш од Фалкенштајна је био најпре љубавник, а затим и супруг Кунигунде, удовице чешког краља Отакара II. Септембра 1285. године, три месеца након удаје за Завиша, Кунигунда је умрла. Завиш је задржао сву власт током младости Вацлава II. 
Јелисавета је имала велики утицај на свога брата, угарског краља Ладислава (1272-1290). О томе довољно сведочи чињеница да је на Јелисаветин захтев Ладислав затворио своју супругу Јелисавету од Сицилије у манастир, где је она боравила од септембра 1286. до августа 1287. године. Острогонски надбискуп Лодомер пише да је семе раздора између краља и његове жене посејала управо Јелисавета. Завиш је око 1287/1288. године стигао у Угарску, вероватно како би преговарао о савезу. Јелисавета је изведена из манастира и приморана да се уда за Завиша 4. маја 1288. године. Отмицу из манастира извршили су људи краља Ладислава. Ладислав је тада изјавио: "Да имам петнаест или више сестара извукао бих их из манастира и уговорио им легалне или нелегалне бракове како бих себи обезбедио рођаке који су спремни да ми помогну да радим оно што желим." Огорчени острогонски надбискуп обавестио је о краљевом поступку папу Николу 8. маја 1288. године. Надбискуп је био уверен да је Јелисавета и сама желела да побегне из манастира. Стога је краљеву сестру оптужио за инцест, тврдећи да су Завиш и она у "другом степену сродства".
Јелисавета је молила Лодомера да призна брак, што је овај одбијао. Због тога се са мужем склонила у Чешку, у дворац Завиша, где је родила сина. За време Завишевог одсуства у Чешкој, његови непријатељи уздигли су Вацлава за краља и окренули га против очуха. Завиш је позвао Вацлава на крштење свог сина, али је овај инсистирао да Завиш дође у Праг и лично му донесе позив. Када је јануара 1289. године Завиш стигао код краља, ухапшен је и приморан да врати имовину Кунигунде. Завиш је то одбио, те је оптужен за издају и погубљен. Одсечена му је глава 24. августа 1290. године, пред очима његове браће, испред зидина дворца Фрауенберг. Није познато шта је Јелисавета радила након погибије супруга. Вероватно се поново повукла у манастир.

## Брак са Милутином Немањићем
Начин на који се Јелисавета упознала са Милутином даје византијски историчар Георгије Пахимер: По наређењу Ладислава, Јелисавета је отпутовала у Србију. Тамо је већ живела њена сестра, краљица Каталина, која је била удата за краља Драгутина. На Драгутиновом двору, Јелисавету је упознао рашки краљ Драгутин. По Пахимеру, Милутин је Јелисавету заробио против своје воље. Грчки хроничар није уврстио Јелисавету међу Милутинове супруге будући да је ову везу сматрао "срамотном и прељубничком". Наиме, проблеми везани за овај брак су следећи:
- Јелисавета је прекршила монашки завет.[19]
- Јелисавета је припадала римокатоличкој цркви, док је Милутин био православац.[19]
- Јелисаветина сестра Каталина била је удата за Милутиновог брата Драгутина.[19]
- Прва Милутинова жена и даље је била жива.[19]

Милутинова мајка Јелена обратила се папи због нелегитимности брака. Јелисавета је послата назад у манастир на Зечјем острву. Извештај доминиканца Гијома Адама из 1332. године, као и Анонимни опис Источне Европе из 1310. године повезују раскидање ове везе са планираним браком Милутина и Симониде.

### Датирање брака у 1284. годину
Хронологија Милутинових бракова у српској историографији још увек није дефинитивно разрешена. У доскорашњој литератури прихваћена је следећа хронологија: Милутин је најпре био ожењен српском властелинком Јеленом, чије је име забележено на фресци у Ђурђевим Ступовима. Од ње се развео убрзо по доласку на власт, како би се оженио ћерком тесалског владара Јована, чије име није познато. Након успешног ратовања против византијског цара Андроника II, Милутин је 1283. године вратио Тесалку оцу и оженио се Јелисаветом, Каталинином сестром, са којом је провео око годину дана. Потом се од ње развео како би се 1284. године оженио бугарском принцезом, ћерком Ђорђа Тертера, Аном. Брак са Аном трајао је до 1299. године, када се српски краљ оженио Андрониковом ћерком Симонидом.
Овај редослед потиче од византијског историчара Нићифора Григоре: "Прву жену што је била кћи архонта Влахије [Милутин] је послао родбини после неког времена... Узео је затим свастику свог рођеног брата којој је збацио монашку ризу коју је била претходно обукла. Како се српска црква томе браку много супротстављала отерао је и њу после неког времена. Као трећу супругу узео је сестру бугарског владара Светослава. Ни са једном од те три жене није имао деце."
Григориним вестима ишла је у прилог чињеница да о Јелисавети нема података у угарској грађи од 1283. до 1285. године. Њен последњи помен је из 28. новембра 1283. године, када је Ладислав потврдио једну њену даровницу. То би значило да је веза са Јелисаветом морала трајати у периоду између децембра 1283. и јуна 1284. године, што је кратак временски период, будући да је познато да је Јелисавета родила Милутину ћерку Царицу.

### Милутинови бракови по старој датацији
| Милутинова браћа и сестре    |                         |                 |                                                                                            |
| Име                          | Живео                   | Титула          | Владао/Удата за                                                                            |
| Драгутин                     | 1251—1316.              | краљ            | Србијом (1276—1282) и Сремом са Мачвом и Београдом (1282—1316)                             |
| Стефан                       | (?—?)                   |                 |                                                                                            |
| Брнча                        | (?—?)                   |                 | жупана Ђорђа                                                                               |
| Милутинови бракови и супруге |                         |                 |                                                                                            |
| Име                          | Живела                  | Трајање брака   | Порекло                                                                                    |
| Јелена                       | (?—?)                   | 1273/1276—1282. | Ћерка непознатог српског властелина                                                        |
| ?                            | (?—?)                   | (1282—1283)     | Ћерка Јована Анђела (1271—1296), владара Тесалије                                          |
| Јелисавета                   | (око 1256—1313/1326)    | (1283—1284)     | Ћерка Иштвана V(1270—1272) и сестра Ладислава Арпада (Куманца) (1272—1290), краљева Угарске |
| Ана                          | (?—?)                   | (1284—1299)     | Ћерка Георгија Тертера (1280—1292), бугарског цара                                         |
| Симонида                     | (1292/1293—после 1336)  | (1299—1321)     | Ћерка Андроника Палеолога (1282—1328), византијског цара                                   |
| Милутинови синови и ћерке    |                         |                 |                                                                                            |
| Име                          | Живео                   | Титула          | Владао/Удавана                                                                             |
| Стефан                       | (око 1276.—1331)        | краљ            | Србијом (1322—1331)                                                                        |
| Константин                   | (1282/1283—око 1323)    | краљ            | Србијом (-de jure}-) (1321—1322)                                                           |
| Царица (Зорица)              | (1283/1284—?)           |                 | два пута                                                                                   |
| Ана (Неда)                   | (после 1284—после 1346) | царица          | за видинског кнеза и бугарског цара Михајла Шишмана (кнез око 1313—1323, цар 1323—1330)    |

### Датирање брака у последњу деценију 13. века
Нову хронологију Милутинових бракова утврдила је Елизабет Малами, а нашој историографији их је у скорије време представио Александар Узелац. По овом датирању, брак Милутина и Јелисавете треба сместити у године након 1290, односно у период борби српских краљева са браничевским господарима Дрманом и Куделином. У прилог оваквој хронологији иду сведочанства Анонимног описа и грчког историчара Георгија Пахимера. Аноним записује да је Јелисавета боравила у манастиру "где је сахрањена девица Маргарета, његова [тј. Стефана V] сестра и ту је остала тридесет и две године. После је напустила манастир и удала се за неког чешког племића. Када је он умро, удала се за краља Рашке и са њом је краљ Рашке добио ћерку. Дакле, он брак датује у период после брака са Завишем од Фалкенштајна, који је окончан 24. августа 1290. године погибијом чешког племића. Исти извор помиње да Милутин није имао законите деце " већ само неко копиле од неке јавне жене (comuni muliercula) и једну ћерку од ћерке угарског краља и сестре сицилијанске краљице, која је примила монашки завет и рухо и тридесет четири године била затворена у манастиру". На основу писама Милутинове ћерке Ане Неде, супруге бугарског цара Михаила Шишмана, са напуљским владарима сазнајемо да је и она била ћерка из краљевог брака са Јелисаветом. Сама чињеница да је Милутин са Јелисаветом имао две ћерке обезвређује тезу да је веза трајала мање од годину дана, каквом је приказује Нићифор Григора.
Стога поверење треба поклонити хроничару Георгију Пахимеру који даје следећи редослед Милутинових бракова: "Србин (тј. Милутин) је зграбио свастику свог брата Стефана, односно и самог цара, кћерку краља Угарске, која је по нужди боравила у српским крајевима и коју је блудно упознао у монашкој одећи. Све ово се чинило довољним да спречи ствар." Иначе, Пахимер је био временски ближи догађајима о којима пише од Григоре, што његов исказ чини веродостојнијим. Нешто више о дужини брака Милутина и Јелисавете не може се рећи. Вероватно је раскинут услед Милутинових преговора о женидби са Симонидом, који су окончани априла 1299. године.

## Последње године и смрт
Јелисавета се 1290. године последњи пут помиње у угарским документима. Њен брат Ладислав ју је назвао својом вољеном сестром. Од 1290. до 1300. године не постоје подаци о Јелисаветином животу. Јелисавета је 9. јула 1300. године напустила Угарску и отишла у Манфредонију (Напуљско краљевство) код сестре Марије, супруге Карла II Напуљског.  Следеће године се замонашила у манастиру Сан Пјетро, кога је основао Карло.  Наредних година повремено се помиње у напуљским документима. Према запису од 2. марта 1303. године, Јелисавета је добијала 30 унци злата годишње за издржавање. Дана 18. новембра 1306. године отплатила је дуг Карла, а помиње се и у документима од 9. јула 1308. и 1313. године. У документу из 1326. године помиње се као мртва. То значи да је умрла између 1313. и 1326. године.
Место сахране Јелисавете није познато. Према изворима, сахрањена је у манастиру Сан Пјетро. У текстовима из 16. века стоји да је сахрањена на Зечјем острву, поред оца. Јелисавета је проглашена блаженом.

## Потомство
Јелисавета је имала потомство из оба брака. Из брака са Завишем од Фалкенштајна имала је једно дете:
- Јанош (1288—1346?)[15][32][33]

Из брака са Милутином имала је више деце:
- Царица Зорица, помиње се у преговорима Милутина и Шарла Валоа из 1308. године.
- Ана Неда, прва супруга бугарског цара Михаила III Шишмана и мајка Јована Стефана.
- могуће да је Јелисавета била и мајка Милутиновог млађег сина Константина Немањића.[34]

## Породично стабло
|  |                                  |  |  |  |  |  |  |  |  |  |  |  |  |  |  |  |
|  | 16. Бела III                     |  |  |  |  |  |  |  |  |  |  |  |  |  |  |  |
|  |                                  |  |  |  |  |  |  |  |  |  |  |  |  |  |  |  |
|  |                                  |  |  |  |  |  |  |  |  |  |  |  |  |  |  |  |
|  | 8. Андрија II Арпадовић          |  |  |  |  |  |  |  |  |  |  |  |  |  |  |  |
|  |                                  |  |  |  |  |  |  |  |  |  |  |  |  |  |  |  |
|  |                                  |  |  |  |  |  |  |  |  |  |  |  |  |  |  |  |
|  | 17. Агнеса од Антиохије          |  |  |  |  |  |  |  |  |  |  |  |  |  |  |  |
|  |                                  |  |  |  |  |  |  |  |  |  |  |  |  |  |  |  |
|  |                                  |  |  |  |  |  |  |  |  |  |  |  |  |  |  |  |
|  | 4. Бела IV                       |  |  |  |  |  |  |  |  |  |  |  |  |  |  |  |
|  |                                  |  |  |  |  |  |  |  |  |  |  |  |  |  |  |  |
|  |                                  |  |  |  |  |  |  |  |  |  |  |  |  |  |  |  |
|  | 18. Бертолд IV, гроф од Мераније |  |  |  |  |  |  |  |  |  |  |  |  |  |  |  |
|  |                                  |  |  |  |  |  |  |  |  |  |  |  |  |  |  |  |
|  |                                  |  |  |  |  |  |  |  |  |  |  |  |  |  |  |  |
|  | 9. Гертруда Меранска             |  |  |  |  |  |  |  |  |  |  |  |  |  |  |  |
|  |                                  |  |  |  |  |  |  |  |  |  |  |  |  |  |  |  |
|  |                                  |  |  |  |  |  |  |  |  |  |  |  |  |  |  |  |
|  | 19. Агнес од Рохлица             |  |  |  |  |  |  |  |  |  |  |  |  |  |  |  |
|  |                                  |  |  |  |  |  |  |  |  |  |  |  |  |  |  |  |
|  |                                  |  |  |  |  |  |  |  |  |  |  |  |  |  |  |  |
|  | 2. Стефан V Угарски              |  |  |  |  |  |  |  |  |  |  |  |  |  |  |  |
|  |                                  |  |  |  |  |  |  |  |  |  |  |  |  |  |  |  |
|  |                                  |  |  |  |  |  |  |  |  |  |  |  |  |  |  |  |
|  | 20. Манојло Ласкарис             |  |  |  |  |  |  |  |  |  |  |  |  |  |  |  |
|  |                                  |  |  |  |  |  |  |  |  |  |  |  |  |  |  |  |
|  |                                  |  |  |  |  |  |  |  |  |  |  |  |  |  |  |  |
|  | 10. Теодор I Ласкарис            |  |  |  |  |  |  |  |  |  |  |  |  |  |  |  |
|  |                                  |  |  |  |  |  |  |  |  |  |  |  |  |  |  |  |
|  |                                  |  |  |  |  |  |  |  |  |  |  |  |  |  |  |  |
|  | 21. Јована Кераца                |  |  |  |  |  |  |  |  |  |  |  |  |  |  |  |
|  |                                  |  |  |  |  |  |  |  |  |  |  |  |  |  |  |  |
|  |                                  |  |  |  |  |  |  |  |  |  |  |  |  |  |  |  |
|  | 5. Марија Ласкарис               |  |  |  |  |  |  |  |  |  |  |  |  |  |  |  |
|  |                                  |  |  |  |  |  |  |  |  |  |  |  |  |  |  |  |
|  |                                  |  |  |  |  |  |  |  |  |  |  |  |  |  |  |  |
|  | 22. Алексије III Анђео           |  |  |  |  |  |  |  |  |  |  |  |  |  |  |  |
|  |                                  |  |  |  |  |  |  |  |  |  |  |  |  |  |  |  |
|  |                                  |  |  |  |  |  |  |  |  |  |  |  |  |  |  |  |
|  | 11. Ана Комнина Анђелина         |  |  |  |  |  |  |  |  |  |  |  |  |  |  |  |
|  |                                  |  |  |  |  |  |  |  |  |  |  |  |  |  |  |  |
|  |                                  |  |  |  |  |  |  |  |  |  |  |  |  |  |  |  |
|  | 23. Еуфросина Дукина Каматерина  |  |  |  |  |  |  |  |  |  |  |  |  |  |  |  |
|  |                                  |  |  |  |  |  |  |  |  |  |  |  |  |  |  |  |
|  |                                  |  |  |  |  |  |  |  |  |  |  |  |  |  |  |  |
|  | 1. Јелисавета Арпадовић          |  |  |  |  |  |  |  |  |  |  |  |  |  |  |  |
|  |                                  |  |  |  |  |  |  |  |  |  |  |  |  |  |  |  |
|  |                                  |  |  |  |  |  |  |  |  |  |  |  |  |  |  |  |
|  | 12. Suthoi, Khan of Cumania      |  |  |  |  |  |  |  |  |  |  |  |  |  |  |  |
|  |                                  |  |  |  |  |  |  |  |  |  |  |  |  |  |  |  |
|  |                                  |  |  |  |  |  |  |  |  |  |  |  |  |  |  |  |
|  | 6. Шејхан или Котан?             |  |  |  |  |  |  |  |  |  |  |  |  |  |  |  |
|  |                                  |  |  |  |  |  |  |  |  |  |  |  |  |  |  |  |
|  |                                  |  |  |  |  |  |  |  |  |  |  |  |  |  |  |  |
|  | 3. Јелисавета Куманка            |  |  |  |  |  |  |  |  |  |  |  |  |  |  |  |
|  |                                  |  |  |  |  |  |  |  |  |  |  |  |  |  |  |  |
|  |                                  |  |  |  |  |  |  |  |  |  |  |  |  |  |  |  |